# 大邊徹
大邊 徹（大辺 徹、おおべ とおる）は、日本の実業家、大河内山荘代表。

## 人物・経歴
時代劇俳優の大河内傳次郎（本名：大邊 男、おおべ ますお）の息子として生まれる。
1961年（昭和36年）、立教大学経済学部経済学科卒業。
京都嵯峨野にある日本庭園である『大河内山荘』の代表を務める。
大河内山荘は、父・傳次郎が別荘として造営した小倉山の山腹にある借景庭園で、造営を始めたのは1931年（昭和6年）頃で、当時時代劇の撮影で当地を度々訪れて、見晴らしの良い山地をとても気に入り、庭造りを行ったものである。
傳次郎は、一世を風靡する大人気俳優として多忙な生活を送る傍らで、庭造りにも没頭し、最初に山腹に小さな阿弥陀堂を建て、休日には現・東映太秦映画村付近にあった自宅から弁当持参で阿弥陀堂へ出かけ、念仏を上げていたとされる。それから30有余年して、現在の庭園・大河内山荘を完成させた。

傳次郎は、若い時に関東大震災に遭遇し、第二次世界大戦では有名俳優として軍の広報や宣伝に利用され、戦地へ撮影や慰問に出向いたが、そこで出会った友人や知人たちの多くが現地の土となったことに大きな影響を受けた。大河内山荘は、そうした友人たちや、自身の両親の為の鎮魂の庭でもあった。